# ムスチスラフ・ヤロスラヴィチ
ムスチスラフ・ヤロスラヴィチ（ウクライナ語: Мстислав Ярославич、? - 1226年）はキエフ大公ヤロスラフ2世の年少の子である。ペレソプニツァ公：1180年 - 1120年頃、ガーリチ公：1212年 - 1213年、ルーツク公：1220年頃 - 1226年。通称ネモーイ（話せない者、の意）。

## 生涯
1183年、キエフ大公スヴャトスラフ、オーヴルチ公リューリク、ガーリチ公国軍、ペレヤスラヴリ公国軍と共に、ポロヴェツ族への遠征に参加し、勝利した（オレリ川の戦い）。
1207年、ベルズ公アレクサンドルと共にウラジーミル・ヴォリンスキーへと赴いた。1211年にはハンガリー王国、ポーランド王国、またその他のヴォルィーニの公たちと共にヴォルィーニ公ダニールを助け、ガーリチ公ウラジーミル、その兄弟のロマンと戦った。
1212年、ガーリチのボヤーレ（貴族）たちがダニールとその義母を追放し、ムスチスラフを公として招いた。ダニールは義母と共にハンガリーへと逃亡した。しかしハンガリー王アンドラーシュ2世がガーリチへ乗り込み、ムスチスラフを放免した。ガーリチ公位にはしばらくの間ボヤーレのヴラディスラフ(ru)が就いてたが、クラクフ公レシェク1世が即刻遠征軍を整えた。この遠征軍にはムスチスラフも参加していた。
1223年、ムスチスラフはダニールと共にカルカ河畔の戦いに参加した。この戦いではムスチスラフの2人の甥（ドロゴブージ公イジャスラフ・シュムスク公スヴャトスラフ兄弟）が戦死している。
ムスチスラフは死の直前に、息子のイヴァンの承認の元に、ダニールにルーツクを遺贈しようとした（なおイヴァンはその後すぐに死亡）。しかし甥のヤロスラフ・ウラジーミル兄弟（イングヴァリの子）らが遺言を破り、ルーツク公位を奪った（ただしその代償として別の分領地を失い、ダニールのものとなった）。

## 妻子
妻の名は不明である。唯一の息子としてイヴァンがいる。